# Bing Mobile
Bing Mobile é a versão móvel do motor de busca da Microsoft, o Bing, disponível como um aplicativo móvel tanto para Android, da Google, quanto para iOS, da Apple, bem como para acesso via navegador móvel. O aplicativo Bing oferece recursos como pesquisa por voz, pesquisa de imagens, pesquisa de notícias e pesquisa local, além de permitir que os usuários personalizem sua página inicial para incluir seus interesses e notícias favoritas. O Bing Mobile é integrado a outros serviços da Microsoft, como o Windows, o Skype, o Office, e o OneDrive.
Em 2023, a Microsoft anunciou o novo Bing e do navegador Edge, alimentados por inteligência artificial, em parceria com a ChatGPT, da OpenAI. Uma das principais melhorias do novo Bing é a sua capacidade de fornecer respostas mais diretas às perguntas dos usuários.